# NGC 3585
NGC 3585 é uma galáxia elíptica (E6) localizada na direcção da constelação de Hydra. Possui uma declinação de -26° 45' 18" e uma ascensão recta de 11 horas, 13 minutos e 17,3 segundos.
A galáxia NGC 3585 foi descoberta em 9 de Dezembro de 1784 por William Herschel.